# Patricia Ortúzar
Patricia Verónica Ortúzar es una geógrafa polar argentina. Fue directora de la Administración de Entorno y Programa de Turismo de la Dirección Nacional del Antártico. Desde julio de 2020 se desempeña como Directora de esa Dirección Nacional. Es vicepresidenta del Comité para Protección Medioambiental (CEP) dentro del Sistema de Tratado antártico.

## Educación y primeros años
En 2001, Ortúzar obtuvo su grado como Licenciada en Geografía por la Universidad de Buenos Aires, durante el cual tuvo una beca semestral en la Universidad de Liverpool.

## Carrera e impacto
Como jefa del Programa de Gestión Ambiental de la DNA, Ortúzar trabajó desarrollando políticas con respecto a la protección del entorno antártico y la supervisión del turismo antártico. Implementando y aplicando tales políticas dentro del Programa Antártico Argentino, conduciendo seminarios y programas de educación para el personal que viaja a Antártida, evaluando valoraciones de impacto ambiental y controlando actividades de turismo.
Ortúzar representó a la Argentina en foros internacionales como Reuniones de Administradores de Programas Antárticos Latinoamericanos (RAPAL) siendo reuniones de Directores latinoamericanos de Programas antárticos y de las Reuniones Consultivas del Tratado Antártico (ATCM). Las contribuciones de Ortúzar a la protección del entorno antártico son muchas, desde participar en el Grupo Editorial del Portal de Entornos Antárticos a ser coautora de un capítulo en «Protección del Entorno Antártico» para el recurso de educación infantil titulado Antártida educa. En julio de 2020 Ortúzar fue designada como Directora de la Dirección Nacional del Antártico, ocupando actualmente ese cargo.